# Coelotes simplex
Coelotes simplex är en spindelart som beskrevs av O. Pickard-Cambridge 1885. Coelotes simplex ingår i släktet Coelotes och familjen mörkerspindlar. Inga underarter finns listade i Catalogue of Life.